# Samuel M. Jones

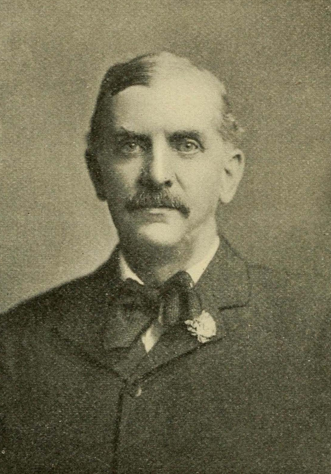
Samuel M. Golden Rule Jones

Samuel Milton Jones, más conocido como Golden Rule Jones, (Denbighshire, Gales, 3 de agosto de 1846 - Toledo, Ohio, 12 de julio de 1904), político y empresario estadounidense, fue alcalde de Toledo, Ohio, desde 1897 a 1904. Durante la Era Progresista estadounidense, logró notoriedad nacional por su defensa y promoción de la Ética de la Reciprocidad, posición que le valió su seudónimo. Falleció en su oficina, en ejercicio del cargo.

## Biografía
Su familia emigró a Estados Unidos en 1849. A los diez años abandonó la escuela, para ayudar a su familia trabajando. Luego de realizar varios trabajos, obtuvo un puesto en los campos petrolíferos de la zona occidental de Pensilvania, donde adquirió gran experiencia en la industria petrolera y fue capaz de ahorrar pequeñas sumas. En 1870, utilizó su conocimiento y ahorros para crear su propia firma petrolera. Luego de la muerte de su esposa en 1885, Jones se trasladó a Lima, Ohio, en busca de petróleo. También ayudó a establecer la Ohio Oil Company, que luego fue adquirida por Standard Oil Company, convirtiéndolo en un millonario. En 1892, se trasladó a Toledo, Ohio, donde formó la S. M. Jones Company, dedicada a fabricar herramientas para la industria del petróleo.
Jones era diferente del típico hombre de negocios de la época. Pagaba salarios decentes a sus empleados, y a cambio pedía a sus trabajadores que trabajaran duro, fueran honestos, y que aplicaran en sus vidas la Regla de oro.
En 1897 fue nominado a la alcaldía de Toledo por el Partido Republicano. Ganó la elección con el apoyo de los trabajadores que apreciaban su política basada en la Regla de Oro. Desde su cargo promovió políticas que mejoraran la situación de la clase obrera de su comunidad. Abrió kindergartens gratuitos, construyó parques, instituyó un régimen laboral de ocho horas diarias y 48 horas semanales para los trabajadores de la ciudad, estableció un sistema de vacaciones pagadas, combatió la corrupción y reformó el gobierno local. 
A pesar de no contar con el apoyo de otros hombres de negocios, sí contaba con el respaldo del ciudadano común. Al final de su mandato no volvió a ser nominado por los republicanos. Sin embargo, se presentó como independiente y obtuvo un segundo mandato en 1899, con una mayoría del 70%. Jones falleció repentinamente en su oficina y en ejercicio del cargo, el 12 de julio de 1904. Su sucesor, Brand Whitlock, continuó los esfuerzos reformistas de Jones.
Por su defensa de la Ética de la Reciprocidad, Jones alcanzó notoriedad nacional, y se convirtió en una importante figura del Progresismo americano (American Progressivism). Estuvo influenciado por las ideas de William Morris, Walt Whitman y León Tolstói. Ha sido considerado erróneamente un socialista, cuando en realidad era un Single Taxer, a la manera de los seguidores de Henry George.
Samuel Golden Rule Jones es mencionado en el último párrafo del capítulo 14 de La ciencia de hacerse rico, de Wallace Wattles.

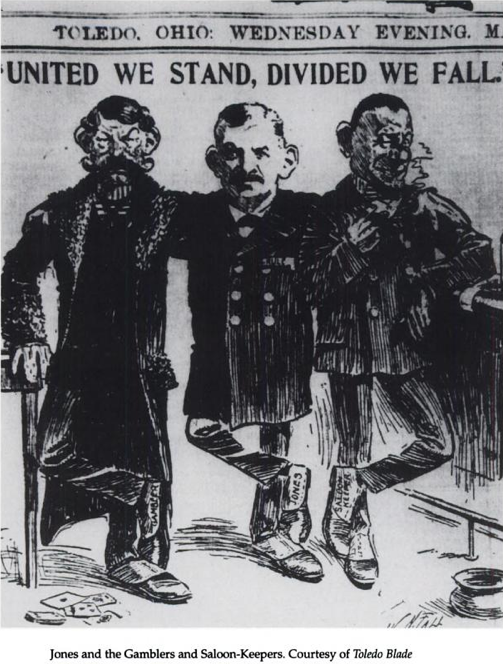
Caricatura de Samuel M. Jones en Toledo Blade.